# Herea prittwitzi
Herea prittwitzi är en fjärilsart som beskrevs av Heinrich Benno Möschler 1872. Herea prittwitzi ingår i släktet Herea och familjen björnspinnare. Inga underarter finns listade i Catalogue of Life.